# ニセコエクスプレス

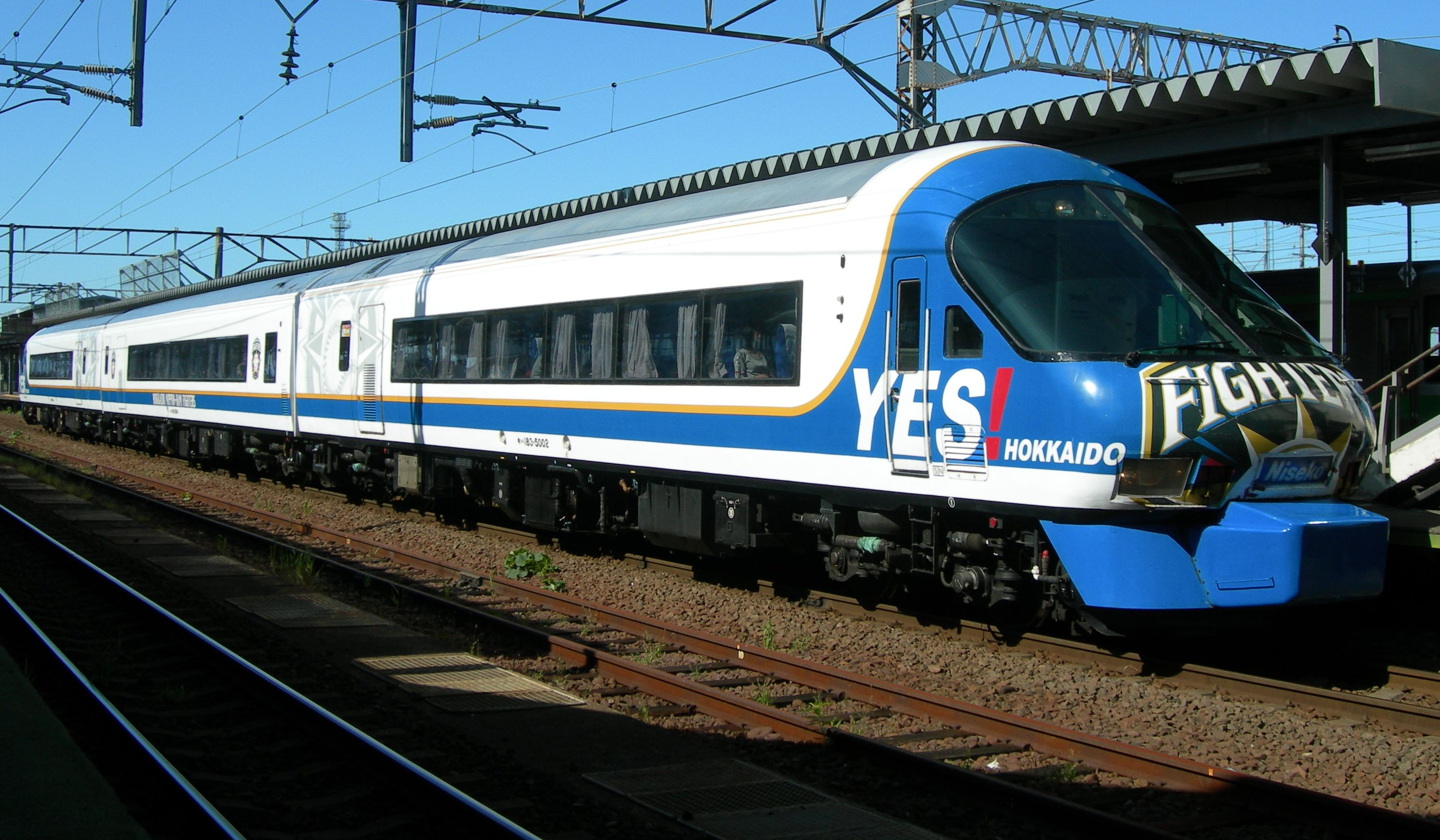
フラノ紅葉エクスプレスとして運用中のニセコエクスプレス
（2009年9月 岩見沢駅にて）

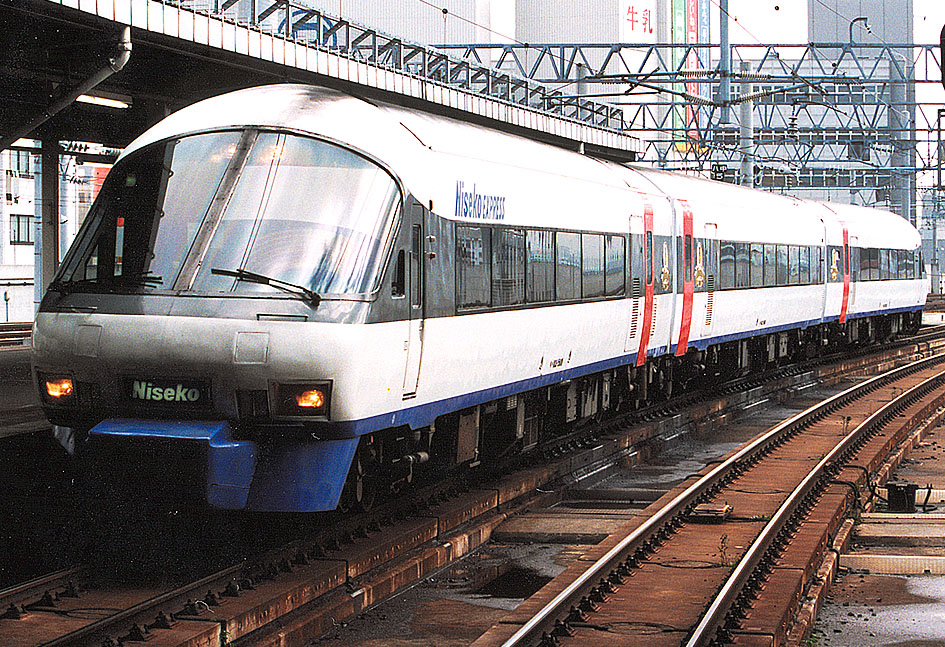
ニセコエクスプレス

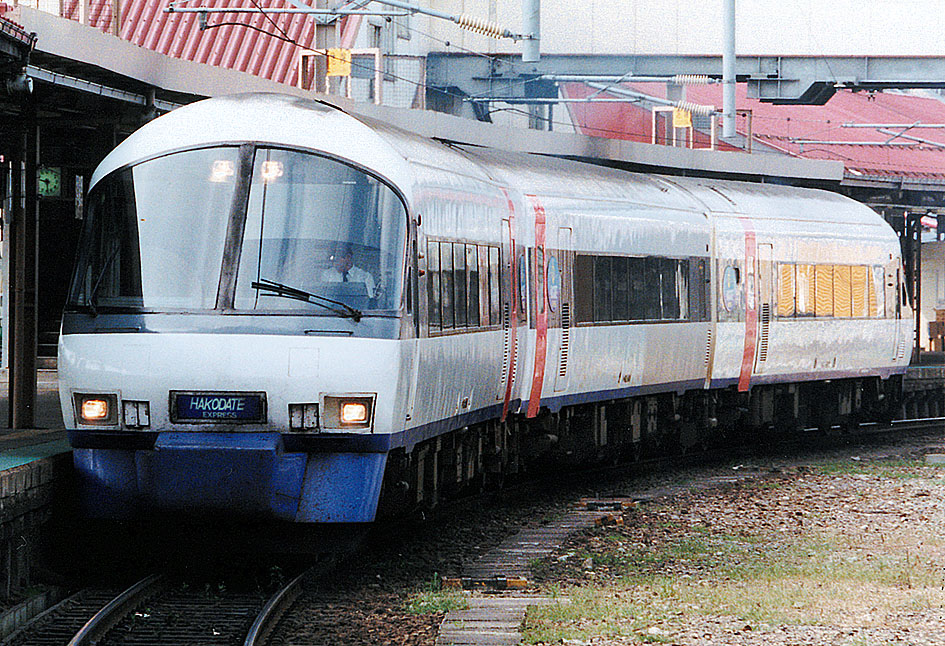
はこだてエクスプレスとして運用中のニセコエクスプレス（1992年）

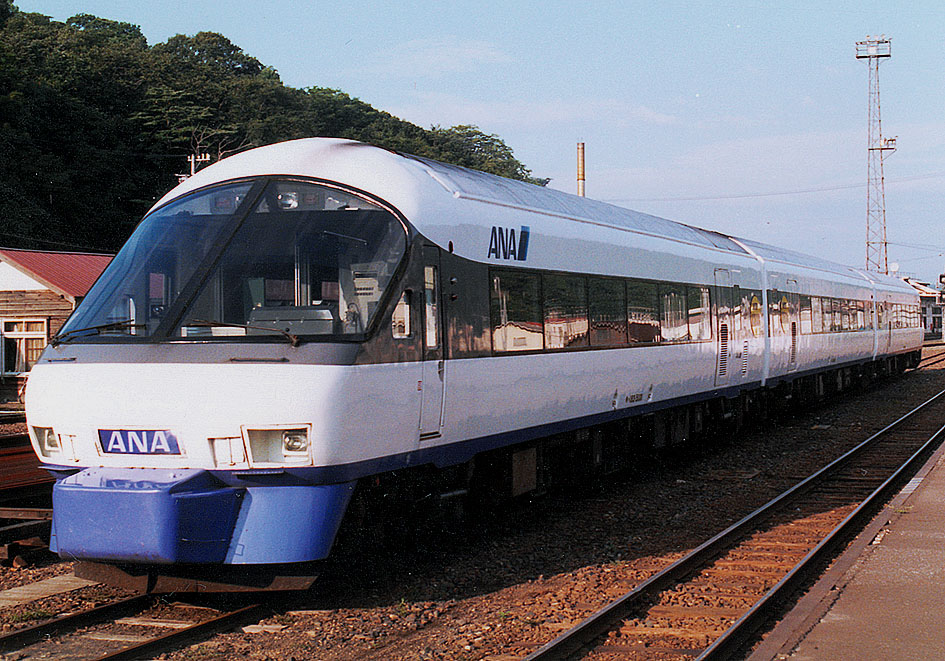
ANAビッグスニーカートレインとして運用中のニセコエクスプレス

ニセコエクスプレス (Niseko Express) は、北海道旅客鉄道（JR北海道）が1988年（昭和63年）から2017年（平成29年）まで運用していた鉄道車両（気動車）で、ジョイフルトレインと呼ばれる車両の一種である。機能的にはキハ183系に属し、5000番台を称する。

## 概要
JR北海道が団体・臨時列車用として企画した「リゾート列車」のひとつで、新千歳空港駅とニセコ駅を結ぶスキー列車への運用を主目的として、自社苗穂工場で新製された。
キハ183系気動車をベースとする初のリゾート車両で、ニセコ方からキハ183-5001 - キハ182-5001 - キハ183-5002の3両編成を組んだ。

## 構造
前頭部は傾斜角を大きくとり、大型の曲面ガラスを採用した流線型とされた。JRの鉄道車両として初めてプラグドアを採用し、密閉性の向上と車体外側面の平滑化による着雪防止を図っている。
従来のリゾート列車が客室の一部又は全部を高床式としていたのに対し、曲線の多い山岳路線を走行することから床面はフラットな構造とされ、床面の嵩上げは200 mmにとどめられた。屋根の高い車体断面は存置され、広い車内空間が確保される。
座席はリクライニングシートが一般用よりもわずかに広い960 mm間隔で設置される。当初は各座席に液晶式モニターが設置されていたが、2004年のシートモケット張替の際に撤去され、オーディオサービスのみ存置されている。
冷房装置は他のキハ183系列とは異なり取外し可能な床置き式で、冬季には取外し後の空間をスキー板等の大型荷物置き場として使用できる。
走行装置はキハ183系の最終増備車（NN183系）とは異なり、各車に1基ないし2基搭載した直列6気筒のディーゼル機関DMF13HZ (330 PS/2,000 rpm) に変速1段直結2段の液体式変速機N-DW14Aを組み合わせた仕様となった。ブレーキ装置は 発電ブレーキ併用のCLE 方式（応荷重装置付電磁自動空気ブレーキ）を装備する。最高速度120 km/hに対応している。

## 形式別詳説
キハ183形
編成の両端に連結される運転台付の普通車で、5001は函館方に、5002は旭川方に組成（札幌駅基準）される。
トイレ・洗面所を設け、定員は48名である。駆動機関は2基を搭載する。
キハ182形
編成の中間に組成される普通車で、運転台はもたない。5001の1両のみ製作された。
車販準備室・電話室を設け、定員は56名である。
駆動機関は1基を搭載し、編成全体に電源を供給する発電装置としてDMF13HS形機関とDH82A形発電機を搭載する。
| キハ183-5001 |  | キハ182-5001 |  | キハ183-5002 |
| キハ183-5001 |  | キハ182-5001 |  | キハ183-5002 |

## 運用の変遷

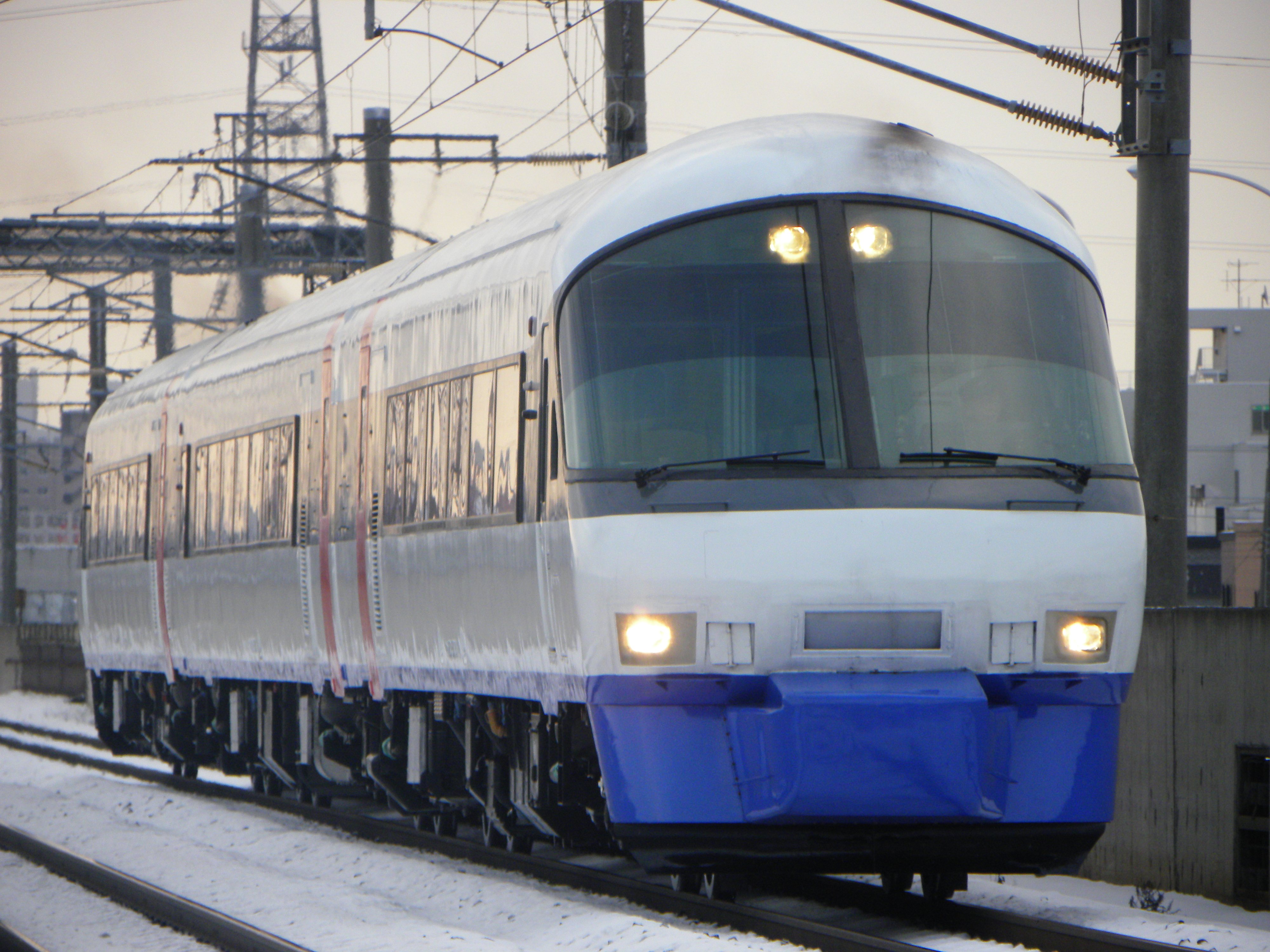
原色に戻ったニセコエクスプレス（函館本線稲積公園駅、2010年12月25日）

製作当初より季節ごとの臨時列車に使用される。臨時特急「ニセコスキーエクスプレス」（札幌 - ニセコ間）の運用を主とし、夏季では、フラノエクスプレスから変わって、全日本空輸（全日空）とタイアップし、全日空ツアー乗客用の「ANAビッグスニーカートレイン」（札幌 - 新得間）として運行した。この時は正面の愛称表示が「ANA」に変更された。また臨時特急はこだてエクスプレス（函館 - 札幌間）などに用いられていたが、その後は臨時特急「フラノラベンダーエクスプレス」（札幌 - 富良野間）や日高本線の臨時快速「優駿浪漫号」（札幌 - 様似間）に用いられた。
プロ野球パシフィック・リーグ球団の日本ハムファイターズ（現・北海道日本ハムファイターズ）の北海道フランチャイズ移転前年の2003年12月にファイターズのマークをあしらったデザインとなり、臨時特急「ファイターズ号」として運転されていた時期もあった。2013年8月から2014年7月末までは、エンジントラブルにより「北斗 (列車)」のキハ183系が長期に運休となっていたため代替車両として運転された。
車両の老朽化および1編成のみのオーダーメイド車ゆえの特殊性により、2017年11月4日をもって引退し、同年12月28日付で廃車され、翌2018年10月にキハ183-5001を除く2両が解体された。

## 保存
残されたキハ183-5001も解体予定だったが、ニセコ町鉄道文化協会などの手により2019年2月26日保存のためのクラウドファンディングがReadyForにて立ち上げられた。第一段階として先頭部のみのカットボディとして、第二段階は1両そのままの保存が予定されたが、当初は、5月27日締め切りまで残り6日時点で380万円と目標額860万円の半分以下という集まりの悪さが目立った。だが締め切り間際で加速し、最終的に497人から第二段階の目標を大幅に上回る1023万円が集まり、1両丸ごと有島記念館での保存が決定した。その後保存地はJRニセコ駅前の町有地に変更された。
車両は2年近く屋外での保管が続いたため塗装の老化が進んでいたが、JR北海道の工場で再塗装が行われた。新型コロナウイルスの影響で2020年（令和2年）夏に予定されていた納入は遅れたが、同年11月16日にJR北海道苗穂工場から移設。同年9月下旬には車庫の建設工事が始まり、建設後の2021年（令和3年）7月2日から公開を開始した。

## 商標
「ニセコエクスプレス」は、北海道旅客鉄道が商標として登録している。
| 登録項目等 | 内容等                     |
| ---------- | -------------------------- |
| 商標       | ニセコエクスプレス         |
| 称呼       | ニセコエクスプレス、ニセコ |
| 出願番号   | 商願平04-270858            |
| 出願日     | 1992年(平成4年)9月29日     |
| 登録番号   | 第3164860号                |
| 登録日     | 1996年(平成8年)6月28日     |
| 権利者     | 北海道旅客鉄道株式会社     |
| 役務等区分 | 39類（旅客車による輸送）   |